# Il'ja Muromec

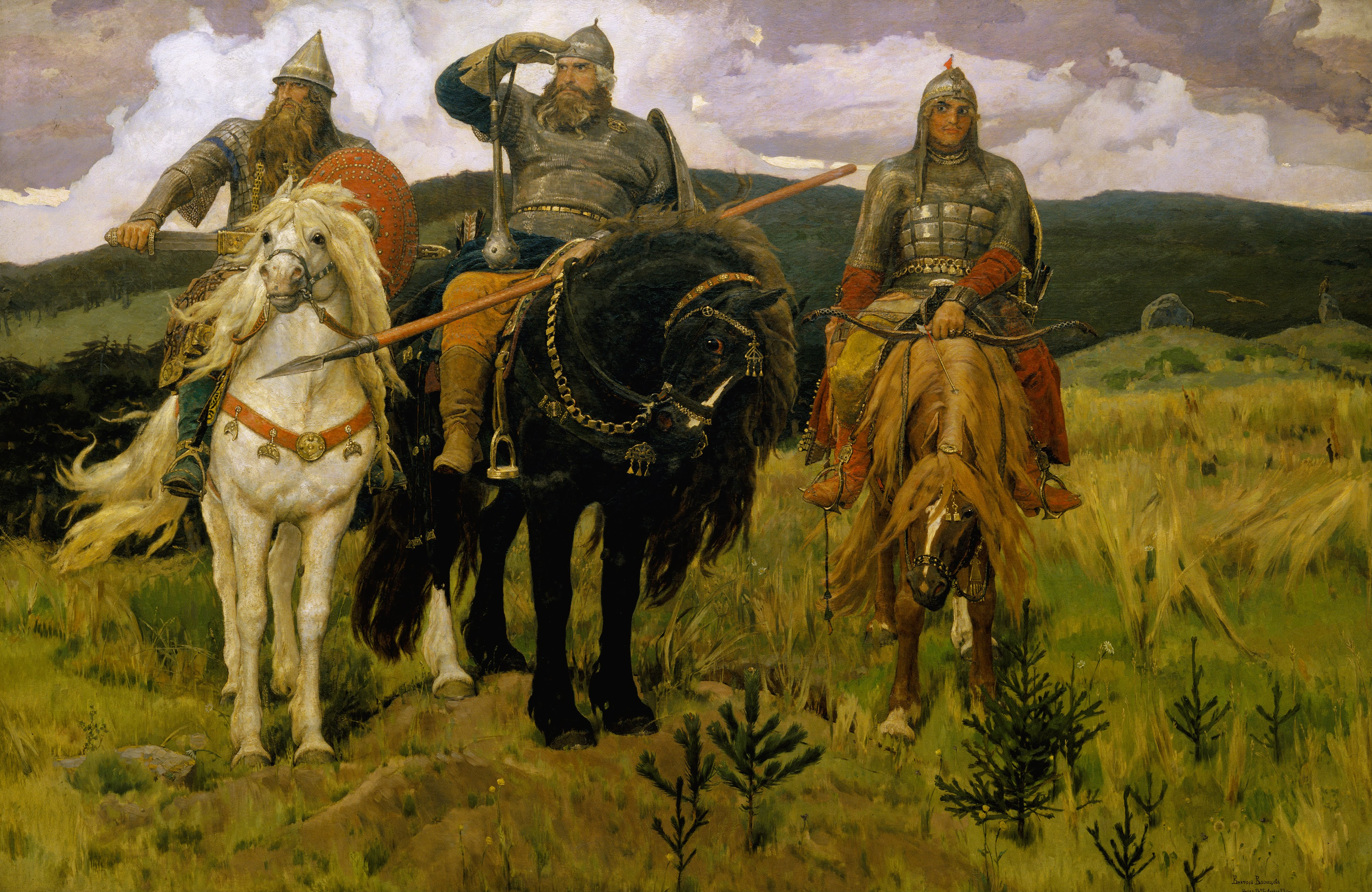
I Bogatyri (1898) di Viktor Vasnecov (Il'ja Muromec è la figura centrale).

Il'ja Muromec (in russo Илья Муромец?) è un eroe nazionale della tradizione popolare russa e ucraina celebrato in numerosi byliny (poemi epici popolari); insieme con Dobrynja Nikitič e Alëša Popovič è ritenuto il più grande dei leggendari bogatyri, cavalieri erranti russi. Insieme sono anche rappresentati nel famoso dipinto di Vasnecov I Bogatyri.

## Storia
Secondo le leggende, Il'ja, il figlio di un contadino, (vi sono due versioni differenti sul luogo della sua nascita: una narra che egli nacque nel villaggio di Karačarovo, vicino a Murom (ma è contraddittoria per questioni temporali), una versione storica più moderna afferma che egli sia nato nell'antico villaggio di Morivsk vicino a Černihiv (nel territorio dell'attuale Ucraina). Soffrì di gravi malattie durante la sua giovinezza e fu incapace di camminare fino all'età di 33 anni, quando la tradizione vuole che fosse guarito miracolosamente da due pellegrini. Fu successivamente fornito da un cavaliere, Svjatogor, di poteri sovrumani che utilizzò per liberare la città di Kiev dagli idolatri. Sulla strada del ritorno leggenda vuole che da solo riuscisse a difendere la città di Černigov da un attacco tartaro, missione che gli valse l'ordinazione a rango di cavaliere da parte di un signore locale. Nella foresta di Brjansk uccise in seguito il mostro incantatore Solovej-Razbojnik, (in italiano il Brigante Usignolo), che poteva uccidere i viaggiatori con il suo potente soffio.
Il'ja, ordinato per le sue imprese bogatyr dal principe Vladimir I di Kiev, difese la Russia dai numerosi attacchi portati dalle genti che abitavano la steppa, incluso quello di Kalin, il (mitico) zar dell'Orda d'Oro. Viene descritto come generoso e semplice ma con temperamento focoso. Si narra a tal proposito che, per la rabbia di non essere stato invitato dal principe Vladimir a una celebrazione, abbia distrutto tutte le torri campanarie di Kiev. Si placò immediatamente una volta che Vladimir chiese di lui.

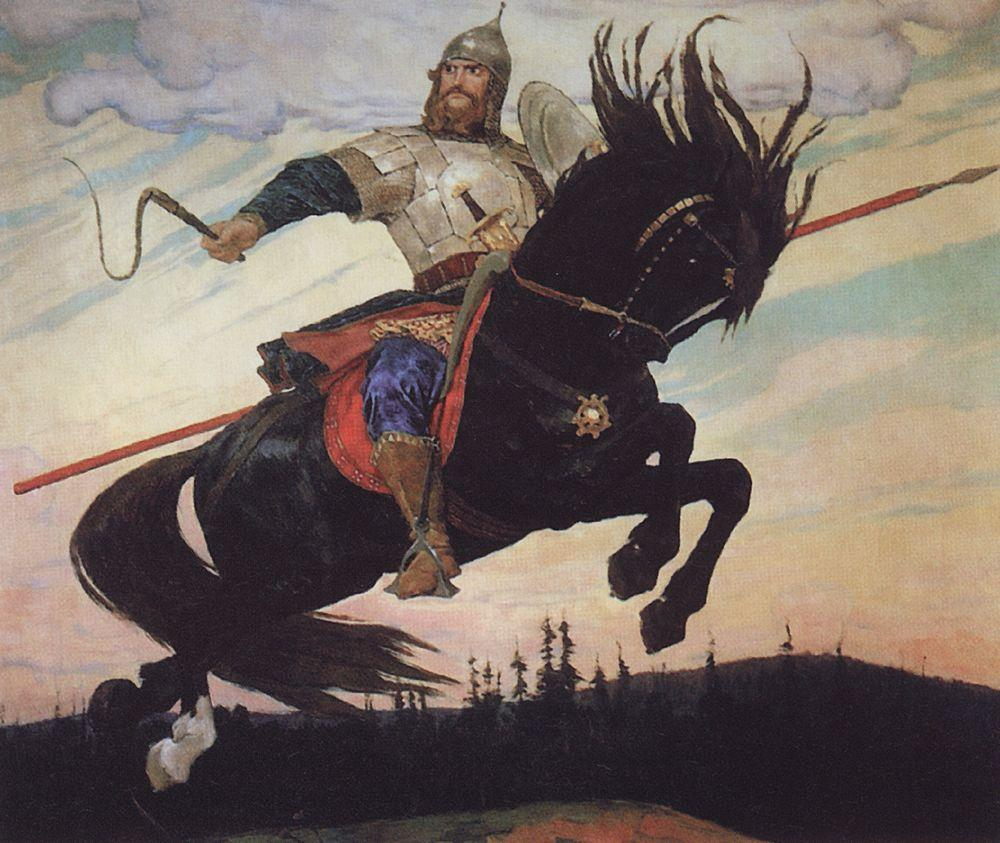
Il'ja Muromec (1914) di Viktor Vasnecov.

Nel 1643 fu innalzato a Santo, diventando l'unico eroe epico a essere canonizzato dalla Chiesa ortodossa russa. Si narra che le sue spoglie giacciano nelle grotte poste nei pressi del monastero di Pečerska Lavra, dove il suo corpo, sempre secondo la leggenda, fu trasportato da due angeli dopo un combattimento.
La sua figura fu utilizzata dagli slavofili come archetipo di quello che avrebbe dovuto essere l'ideale di "uomo russo". Secondo tale impostazione, infatti, l'eroe racchiudeva in sé le qualità che distinguevano il "tipo russo" dal resto dei popoli europei, rappresentate da una forza gentile e mai aggressiva ma pronta a difendere la causa del popolo. Tale interpretazione fu condivisa successivamente anche da Dostoevskij.
Il nome di Il'ja Muromec diventò nel corso dei secoli sinonimo di fierezza e integrità spirituale. Alla sua figura furono dedicati numerosi dipinti, film, monumenti, aneddoti e persino cartoni animati. A lui sono anche intitolati l'omonima nave rompighiaccio, un esemplare di Tupolev Tu-160M e una cascata nelle Isole Curili.